# Wolfram Heicking
Wolfram Heicking, né le 19 mai 1927 à Leipzig et mort le 19 août 2023, est un compositeur, musicologue et professeur allemand.

## Biographie
Wolfram Heicking étudie de 1946 à 1951 à l'École supérieure de musique et de théâtre Felix Mendelssohn Bartholdy de Leipzig : le piano avec Hugo Steurer, la théorie musicale avec Paul Schenk et la composition avec Wilhelm Weismann. À l'Université de Leipzig, il étudie la musicologie avec Walter Serauky. Il obtient son doctorat en 1959 avec une thèse sur le développement des idées sonores (Die Entwicklung von Klangvorstellungen). Sa carrière professionnelle commence en 1951 comme assistant de recherche à l'Institut pour l'éducation musicale de l'Université Humboldt de Berlin. Depuis 1952, il enseigne la composition à l'Académie de musique Hanns Eisler de Berlin. En 1969, il reçoit le titre de professeur.
L' œuvre de Wolfram Heickings est considérable. Dans sa musique, différents styles et époques se combinent de manière organique. Les éléments de jazz et de musique pop sont combinés et synthétisés avec des formes classiques. Il écrit de la musique instrumentale, des œuvres dramatiques, des chansons et de nombreuses pièces radiophoniques et de musique de film. Il travaille avec Gisela May, Kurt Masur, Manfred Krug, Jochen Kowalski et l'Orchestre philharmonique de Berlin. Il travaille actuellement en tant que compositeur indépendant à Kleinmachnow, près de Berlin.

## Influence
En tant que professeur d'université, Heicking a formé des compositeurs et musiciens à succès, par exemple, A. Arnold Fritzsch, Günther Fischer, Barbara Thalheim, Lutz Glandien, Jürgen Coin, Ralf Petersen. Son effort pour combler le fossé entre la musique classique et populaire a particulièrement influencé les artistes de la jeune génération. Sa chanson  Wenn du schläfst, mein Kind (« Quand vous dormez, mon enfant »), chanté par Manfred Krug et accompagné par Günther Fischer, est devenue un « tube » et illustre combinaison de différents styles musicaux.

## Musique de film
- 1966: Spur der Steine
- 1967: Hochzeitsnacht im Regen
- 1968: Wir lassen uns scheiden'
- 1968: Schüsse unterm Galgen
- 1969: Jungfer, Sie gefällt mir
- 1973: Den Wolken ein Stück näher, pour la télévision
- 1978: Anton der Zauberer
- 1979: Die Rache des Kapitäns Mitchell
- 1980: Asta, mein Engelchen
- 1987: Wie die Alten sungen…
- 1998: Abgehauen

## Opérette
Rund ist die Welt, Opérette de Klaus Eidam. Création le 1er juin 1961, Musikalische Komödie, Leipzig

## Source de traduction
- (de) Cet article est partiellement ou en totalité issu de l’article de Wikipédia en allemand intitulé « Wolfram Heicking » (voir la liste des auteurs).